# Борковское сельское поселение (Новгородская область)
Борко́вское се́льское поселе́ние — муниципальное образование в Новгородском муниципальном районе Новгородской области России.
Административный центр — деревня Борки.

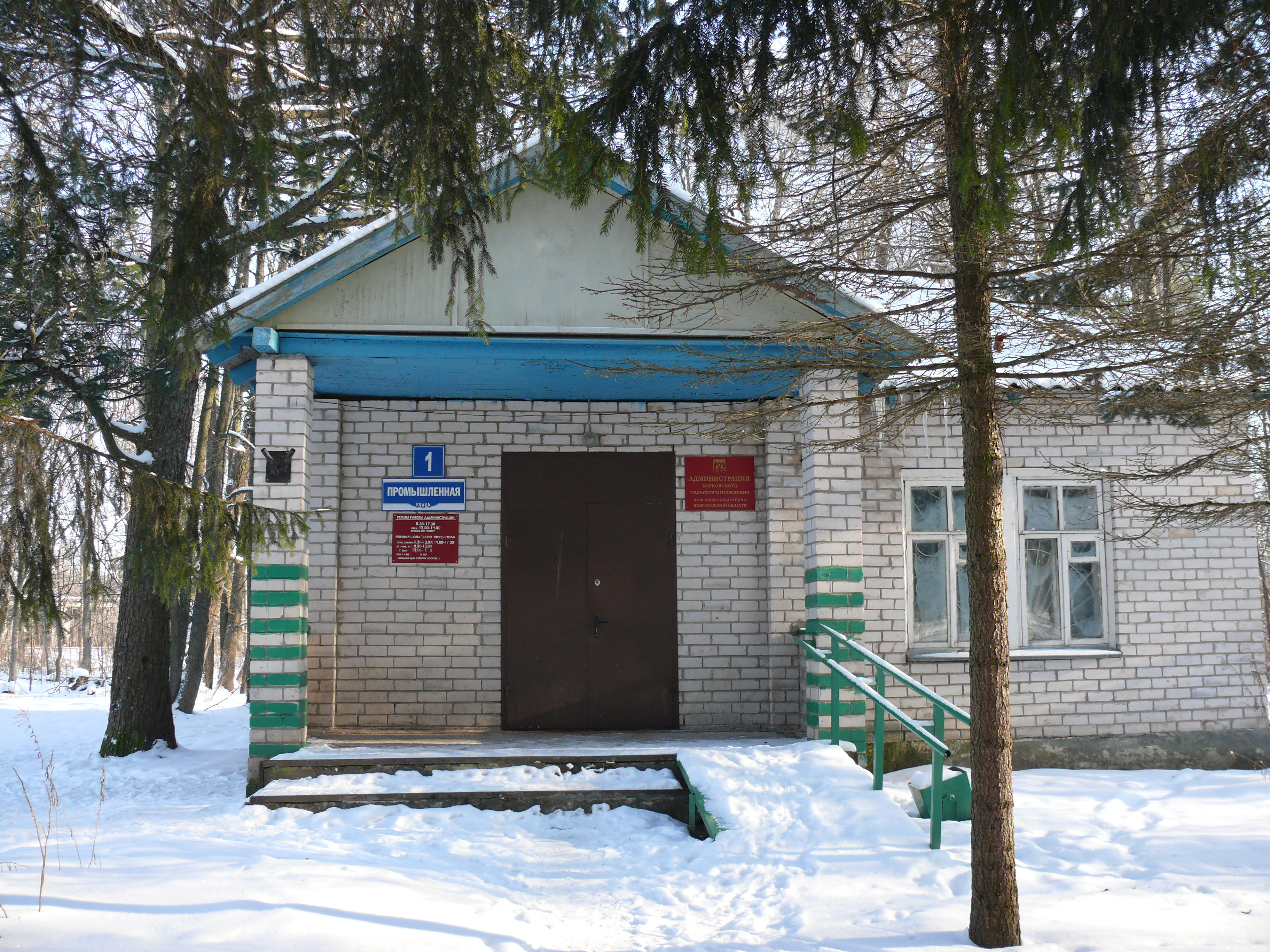
Здание администрации поселения

## География
Территория сельского поселения расположена в центре Новгородской области, к юго-западу от Великого Новгорода, вдоль автодороги А116.
Наиболее крупные реки: Веронда и Веряжа.
На территории муниципального образования расположен спортивный аэродром «Новгород-Борки» Общероссийской общественной организации «РОСТО (ДОСААФ)» областной центр авиационного спорта, место полётов малой авиации и дельтапланеристов, тренировок парашютистов и проведения соревнований авиамоделистов.
В Борках расположен Научно-исследовательский и проектно-технологический институт сельского хозяйства (Новгородский НИПТИСХ).

## История
Борковское сельское поселение было образовано в соответствии с законом Новгородской области от 11 ноября 2005 года № 559-ОЗ. Согласно Областному закону от 30 марта 2010 года № 721-ОЗ Борковское сельское поселение и Серговское сельское поселение преобразованы во вновь образованное муниципальное образование Борковское сельское поселение с определением административного центра в деревне Борки.

## Население
| 2010  | 2012  | 2013  | 2014  | 2015  | 2016  | 2017  |
| ----- | ----- | ----- | ----- | ----- | ----- | ----- |
| 2608  | ↗2902 | ↗2955 | ↘2929 | ↘2715 | ↗2762 | ↗2822 |
| 2021  |       |       |       |       |       |       |
| ↘2814 |       |       |       |       |       |       |

## Состав сельского поселения
| №  | Населённый пункт  | Тип населённого пункта          | Население |
| -- | ----------------- | ------------------------------- | --------- |
| 1  | Богданово         | деревня                         | 20        |
| 2  | Большое Подсонье  | деревня                         | 18        |
| 3  | Борки             | деревня, административный центр | 1321      |
| 4  | Борок             | деревня                         | 45        |
| 5  | Верховье          | деревня                         | →7        |
| 6  | Воробейка         | деревня                         | 80        |
| 7  | Горошково         | деревня                         | ↘5        |
| 8  | Десятины          | деревня                         | →4        |
| 9  | Дубровка          | деревня                         | 0         |
| 10 | Еруново           | деревня                         | ↘13       |
| 11 | Заболотье         | деревня                         | ↗47       |
| 12 | Завал             | деревня                         | ↘84       |
| 13 | Куканово          | деревня                         | 12        |
| 14 | Курицко           | деревня                         | ↗29       |
| 15 | Ларешниково       | деревня                         | 7         |
| 16 | Лентьево          | деревня                         | 3         |
| 17 | Липицы            | деревня                         | ↗156      |
| 18 | Любоежа           | деревня                         | ↗11       |
| 19 | Новое Куравичино  | деревня                         | 8         |
| 20 | Новое Сергово     | деревня                         | 4         |
| 21 | Новое Храмзино    | деревня                         | 11        |
| 22 | Окатово           | деревня                         | 13        |
| 23 | Орлово            | деревня                         | 11        |
| 24 | Островок          | деревня                         | →0        |
| 25 | Пролетарка        | деревня                         | 0         |
| 26 | Сельцо            | деревня                         | 27        |
| 27 | Сергово           | деревня                         | →314      |
| 28 | Сидорково         | деревня                         | 11        |
| 29 | Старое Куравичино | деревня                         | 6         |
| 30 | Сутоки            | деревня                         | 7         |
| 31 | Толстиково        | деревня                         | 127       |
| 32 | Фарафоново        | деревня                         | 49        |
| 33 | Чайка             | деревня                         | 147       |
| 34 | Яровица           | деревня                         | ↗11       |

## Достопримечательности
- Напротив деревни Завал, на островке Городок посреди русла Веряжи археологами было найдено на западном берегу острова раннеславянское городище Сергов Городок (летописный «град»), который выполнял функции своеобразной крепости для защиты Веряжи от проникновения со стороны Ильменя. Сходные городища с мощными кольцевыми валами на низких местах, мысах или островах хорошо известны у западных славян[11].
- Неподалёку от деревни Горошково археологами были найдены остатки большого селища новгородских словен Горошково[12].